# Terrassa
Terrassa este un oraș în Spania în comunitatea Catalonia în provincia Barcelona și în comarca Vallès Occidental. În 2004 avea o populație de 189.212 locuitori. Este situat la 28 km la nord de Barcelona.

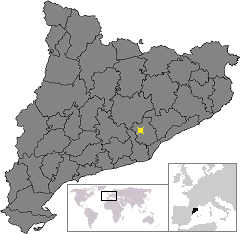
Sabadell

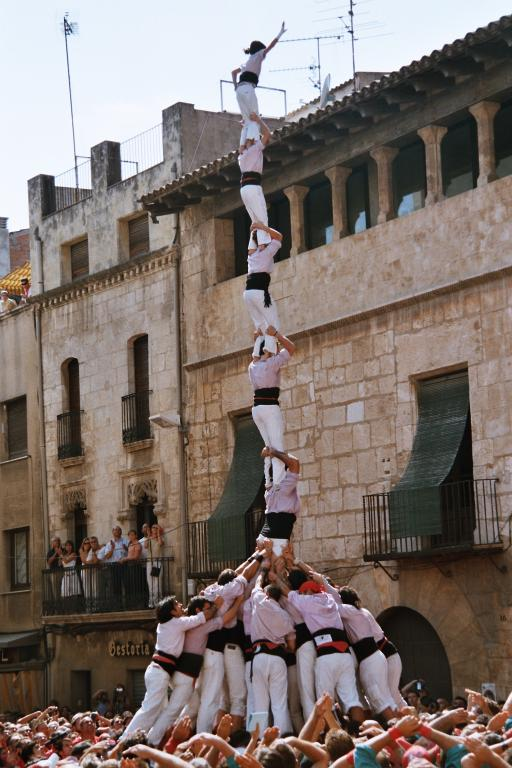
Sabadell - Minyons de Terrassa sau copii din Terrassa

## Personalități născute aici
- Xavier Hernández Creus (cunoscut ca Xavi, n. 1980), fotbalist;
- Dani Olmo (n. 1998), fotbalist.

1. ↑   http://www.terrassa.cat/alcalde Lipsește sau este vid: |title= (ajutor)
2. 1 2   http://www.idescat.cat/pub/?id=aec&n=925&t=2016 Lipsește sau este vid: |title= (ajutor)